# فلیکس ویلارس
 فلیکس ویلارس (انگلیسی: Felix Villars؛ زاده ۶ ژانویهٔ ۱۹۲۱ درگذشته ۲۷ آوریل ۲۰۰۲) یک دانشمند بود.